# Église Sainte-Euphémie de Martigny-le-Comte
L'église Sainte-Euphémie de Martigny-le-Comte est une église située sur le territoire de la commune de Martigny-le-Comte dans le département français de Saône-et-Loire et la région Bourgogne-Franche-Comté.

## Historique
Elle fait l'objet d'une inscription au titre des monuments historiques depuis le 29 octobre 1926.